# Syrphus aphidivora
Syrphus aphidivora är en tvåvingeart som först beskrevs av Geoffroy 1785.  Syrphus aphidivora ingår i släktet solblomflugor, och familjen blomflugor.
Artens utbredningsområde är Frankrike. Inga underarter finns listade i Catalogue of Life.